# British American Tobacco

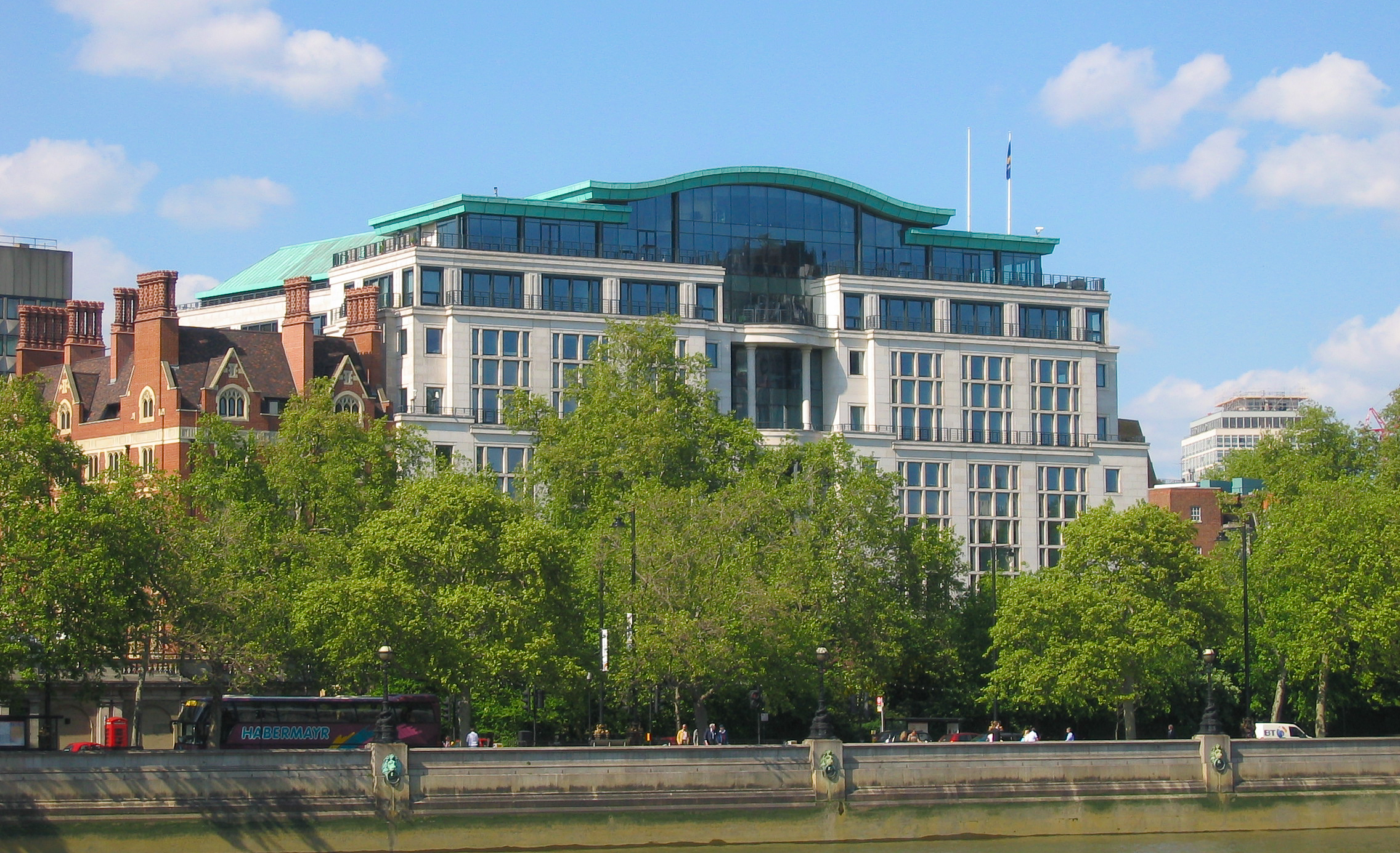
Globe House, Sediul companiei

British American Tobacco este o companie cu sediul la Londra, din domeniul tutunului. De-a lungul timpului și-a extins afacerea în toată lumea și a început să fie prezentă în peste 200 de țări precum Canada, Germania, Australia și China. Listată pe London Stock Exchange, compania a avut în anul 2006 o cifră de afaceri de 25,189 miliarde £ și un profit de peste 2 miliarde £.
Printre mărcile companiei se numără Dunhill, Kent, Lucky Strike și Pall Mall.

## British American Tobacco
Compania British American Tobacco este prezentă și în România, unde principalii concurenți sunt Philip Morris și Japan Tobacco International.
Marca de țigări Kent era în anul 2010 cel mai vândut brand de țigarete de pe piață, cu o cotă estimată la 25%.
Număr de angajați în 2009: 791
Cifra de afaceri:
| Anul          | 2009  | 2008  | 2007  | 2006 | 2005 |
| ------------- | ----- | ----- | ----- | ---- | ---- |
| milioane euro | 1.150 | 978,4 | 823,3 | 560  | 419  |